# Peter Žonta
Peter Žonta (Lubiana, 9 gennaio 1979) è un ex saltatore con gli sci sloveno.

## Biografia
In Coppa del Mondo esordì l'8 dicembre 1995 a Villach (46°), ottenne il primo podio il 2 marzo 2002 a Lahti (2°) e l'unica vittoria il 4 gennaio 2004 a Innsbruck.
In carriera prese parte a due edizioni dei Giochi olimpici invernali, Nagano 1998 (39° nel trampolino normale, 28° nel trampolino lungo, 10° nella gara a squadre) e Salt Lake City 2002 (13° nel trampolino normale, 13° nel trampolino lungo, 3° nella gara a squadre), a quattro dei Campionati mondiali (5° nella gara a squadre a Ramsau am Dachstein 1999 il miglior risultato) e a due dei Mondiali di volo (32° a Oberstdorf 1998 il miglior risultato).

## Palmarès

### Olimpiadi
- 1 medaglia:
  - 1 bronzo (gara a squadre a Salt Lake City 2002)

### Mondiali juniores
- 2 medaglie:
  - 1 oro (gara a squadre a Campionati mondiali juniores di sci nordico 1997!Canmore 1997)
  - 1 bronzo (gara a squadre ad Asiago 1996)

### Coppa del Mondo
- Miglior piazzamento in classifica generale: 10º nel 2004
- 3 podi (2 individuali, 1 a squadre):
  - 1 vittoria (individuale)
  - 2 secondi posti (1 individuale, 1 a squadre)

#### Coppa del Mondo - vittorie
| Data           | Località  | Nazione | Trampolino    |
| -------------- | --------- | ------- | ------------- |
| 4 gennaio 2004 | Innsbruck | Austria | Bergisel K120 |

#### Torneo dei quattro trampolini
- 2 podi di tappa[2]:
  - 1 vittoria
  - 1 secondo posto